# Archidiocèse de Westminster
L'archidiocèse de Westminster (en latin : archidioecesis Vestmonasteriensis ; en anglais : archdiocese of Westminster) est une Église particulière de l'Église catholique au Royaume-Uni. Son siège est la cathédrale du Très-Précieux-Sang de Westminster à Londres. L'archevêque métropolitain de Westminster est également le primat d'Angleterre et du pays de Galles. Depuis 2009, l'archevêque métropolitain de Westminster est Vincent Nichols. Son prédécesseur, Cormac Murphy-O'Connor, cardinal-prêtre de Santa Maria sopra Minerva, est l'archevêque émérite de Westminster.

## Territoire
L'archidiocèse de Westminster couvre la partie du Grand Londres située au nord de la Tamise et à l'ouest de la Lea ainsi que Spelthorne, dans le Surrey, et tout le Hertfordshire.

## Suffragants et province ecclésiastique
Siège métropolitain, l'archidiocèse de Westminster a pour suffragants les diocèses de Brentwood, d'Est Anglie (Norwich), de Northampton et de Nottingham. L'ensemble forme la province ecclésiastique de Westminster.

## Histoire
Le dernier évêque catholique de Londres, Edmund Bonner, refuse de prêter l'Oath of Supremacy et meurt en septembre 1569 à la prison de Marshalsea.
En 1598, un archiprêtre, George Blackwell, est nommé avec juridiction sur tout le royaume d'Angleterre (Angleterre et pays de Galles). George Birkhead (1608-1614) puis William Harrison (1615-1621) lui succèdent.

### Vicariat apostolique d'Angleterre et d'Écosse
Par la lettre apostolique Ecclesia romana du 23 mars 1623, le pape Grégoire XV établit un vicariat apostolique, dont la juridiction couvre les royaumes d'Angleterre et d'Écosse, et y délègue William Bishop, évêque de Chalcédoine.
Après la mort de Bishop, le pape Urbain VIII maintient le vicariat apostolique : par une lettre apostolique du 4 février 1625, il y délègue Richard Smith, évêque de Chalcédoine.

### Vicariat apostolique d'Angleterre
En 1685, le pape Innocent XI rétablit un vicariat apostolique, dont la juridiction est réduite au royaume d'Angleterre, et y délègue John Leyburn, évêque d'Adrumète.

### Vicariat apostolique du district de Londres
Par la lettre apostolique Super cathedram du 30 janvier 1688, Innocent XI divise son territoire en quatre vicariats apostoliques : celui du district de Londres, celui du district de Midland (aujourd'hui, l'archidiocèse de Birmingham), celui du district du Nord (aujourd'hui, le diocèse de Hexham et Newcastle) et celui du district de l'Ouest (aujourd'hui, le diocèse de Clifton).
John Leyburn devient le premier vicaire apostolique du district de Londres, qui couvre alors les comtés de Kent, Middlesex, Essex, Surrey, Sussex, Hampshire, Berkshire, Bedfordshire, Buckinghamshire et Hertfordshire ainsi que l'île de Wight et les îles Anglo-Normandes.
Le 26 novembre 1784, son territoire est réduit par l'érection de la préfecture apostolique des États-Unis d'Amérique (aujourd'hui, l'archidiocèse de Baltimore). En 1816, son territoire est réduit par l'érection de la préfecture apostolique de Nouvelle-Hollande (aujourd'hui, l'archidiocèse de Sydney).
Par la lettre apostolique Muneris apostolici du 3 juillet 1840, le pape Grégoire XVI double le nombre des vicariats apostoliques en établissant ceux du district de l'Est (aujourd'hui, le diocèse de Northampton), du district du Lancashire (aujourd'hui, l'archidiocèse de Liverpool), du district du Yorkshire (aujourd'hui, le siège épiscopal titulaire de Beverley) et celui du district du pays de Galles (aujourd'hui, le siège épiscopal titulaire de Newport). Le vicariat apostolique du district de Londres perd le Bedfordshire et le Buckinghamshire.

### Archidiocèse métropolitain de Westminster
Par le bref Universalis Ecclesiae du 29 septembre 1850, le pape Pie IX rétablit la hiérarchie catholique en Angleterre et au pays de Galles : il élève le vicariat apostolique du district de Londres au rang d'archidiocèse métropolitain sous son nom actuel.
Par la constitution apostolique Si qua est du 28 octobre 1911, le pape Pie X élève deux diocèses — Birmingham et Liverpool — au rang d'archidiocèses métropolitains. La juridiction métropolitaine de l'archidiocèse de Westminster est réduite aux diocèses de Northanton, Notthingham, Portsmouth et Southwarth.
Le 20 juillet 1917, son territoire est réduit par l'érection du diocèse de Brentwood.

### Situation actuelle
Cormac Murphy-O'Connor est le dixième archevêque de Westminster à partir du 22 mars 2000. Il est élevé au rang de cardinal-prêtre du titre de Santa Maria Sopra Minerva par le pape Jean-Paul II le 21 février 2001. Le 9 juillet 2007, il annonce que, conformément à la limite d'âge de 75 ans prescrite pour les évêques dans le code de droit canonique, il remet sa démission au pape Benoît XVI qui lui demande de continuer son ministère pastoral jusqu'à la nomination de son successeur. Celle-ci intervient Le 3 avril 2009, quand l'archevêque de Birmingham Vincent Nichols est nommé nouvel archevêque de Westminster.
L'archevêque est généralement assisté de quatre évêques auxiliaires, chacun avec des domaines de responsabilité spécifiques au sein de l'administration du diocèse. L'un des évêques auxiliaires sert de chancelier et de modérateur de la curie métropolitaine; un comme vicaire du clergé; un pour les affaires pastorales; et un pour l'éducation et la formation.
La curie métropolitaine et les bureaux de la chancellerie sont situés à Vaughan House, à l'extérieur de la cathédrale de Westminster, dans le centre de Londres. Le séminaire diocésain, Allen Hall, est situé à Chelsea, dans l'ouest de Londres, et (avec Ushaw College) est un descendant direct du séminaire du collège de Douai, issue lui-même de l'université de Douai.

## Cathédrale
De 1850 à 1903, l'église Notre-Dame-des-Victoires de Kensington est utilisée comme pro-cathédrale de l'archidiocèse.
La cathédrale du Très Précieux Sang de Westminster, consacrée le 28 juin 1910 et dédiée au Précieux Sang du Christ, est l'église cathédrale de l'archidiocèse. Notre-Dame de Westminster, une statue de la Vierge à l'Enfant de la fin du Moyen Âge, est conservée dans la chapelle Notre-Dame de la cathédrale.

## Ordinaires

### Archiprêtres d'Angleterre
- 1598-1608 : George Blackwell (en)
- 1608-1614 : George Birkhead (en)
- 1615-1621 : William Harrison (en)

### Vicaires apostoliques d'Angleterre et d'Écosse
- 1623-1624 : William Bishop (en)
- 1624-1631/1655 : Richard Smith
- 1631/1655-1685 : vacant

### Vicaire apostolique d'Angleterre
- 1685-1688 : John Leyburn

### Vicaires apostoliques du district de Londres
- 1688-1702 : John Leyburn
- 1703-1734 : Bonaventure Giffard (en)
- 1734-1758 : Benjamin Petre
- 1758-1781 : Richard Challoner
- 1781-1790 : James Talbot
- 1790-1812 : John Douglass (en)
- 1812-1827 : William Poynter (en)
- 1827-1836 : James Yorke Bramston (en)
- 1836-1847 : Thomas Griffiths
- 1847-1848 : vacant (Nicholas Wiseman, pro-vicaire apostolique)
- 1848-1849 : Thomas Walsh (en)
- 1849-1850 : Nicholas Wiseman